# Tech (fiume)
Il Tech  (francese: Le Tech ) è un fiume della Francia meridionale lungo 84 km che sfocia nel Golfo del Leone a circa 5 km a nord di Argelès-sur-Mer.

## Geografia
Il fiume nasce sul versante orientale del Roc Colom nei Pirenei Orientali e scorre in direzione ovest->est prima nella regione del Vallespir, che attraversa interamente, poi nella piana del Rossiglione fino a gettarsi nel Mediterraneo fra Elne e Argelès-sur-Mer.
Il bacino idrografico del Tech ha una superficie di circa 750 km² ed è composto da due zone abbastanza diverse:
- zona montana, dalla sorgente fino alla città di Céret. Questa zona è delimitata a nord dal Massiccio del Canigou (Puig des Très Vent e Puig de L'Estelle) e dai monti dell'Aspres (Coll del Fourtou) ed a sud dal massiccio di Costabone, il Col d'Ares, il Comanegra e la Serra delle Salines.
- zona pianeggiante, da Céret al mare. Questa zona è delimitata a nord dal bacino del Têt e a sud dai Monti Albères.

I principali affluenti sono:
- riva sinistra
  - la Coumelade;
  - le Riuferres;
  - l'Ample;
  - le Riucerda.
- riva destra
  - la Lamanere;
  - le Sant Laurent;
  - le Mondany;
  - la Vaillere;
  - la Rome;
  - le Villelongue.

## Città attraversate
Le città attraversate sono:
- Prats-de-Mollo-la-Preste
- Le Tech
- Arles-sur-Tech
- Amélie-les-Bains-Palalda
- Reynès
- Céret
- Saint-Jean-Pla-de-Corts
- le Boulou